# Heilig Hartkerk (Roosendaal)
De Heilig Hartkerk is een voormalig rooms-katholieke kerk aan het Heilig Hartplein in de wijk Kalsdonk in de stad Roosendaal in de Nederlandse provincie Noord-Brabant. De kerk is gebouwd in de traditionalistische stijl van de Delftse School naar ontwerp van de architect Jan van der Laan. 
Het is een driebeukige kerk met een terzijde staande vierkante toren met balustrade en torenspits. In de voorgevel zijn drie rechthoekige ramen. Het interieur wordt gedekt door een houten plafond. In het koor zijn schilderingen aangebracht van het Heilig Hart van Jezus en de twaalf apostelen. Bij het gebouw werd in 1969 een Heilig Hartbeeld geplaatst, dat eerder bij de  Sint-Janskerk had gestaan. 
De kerk is eind 2006 aan de eredienst onttrokken. In 2009 en 2010 werd ze omgebouwd tot een gezondheidscentrum.
De voormalige kerk is sinds 2001 een rijksmonument.